# Jan Říha
Jan Říha (Písek, 11 gennaio 1915 – 18 dicembre 1995) è stato un calciatore cecoslovacco, di ruolo attaccante.

## Palmarès

### Club

#### Competizioni nazionali
- Campionato ceco: 5

Sparta Praga: 1937-1938, 1938-1939, 1943-1944, 1945-1946, 1947-1948